# Заградівка
Загра́дівка — село в Україні, у Кочубеївській сільській територіальній громаді Бериславського району Херсонської області. Населення становить 717 осіб.

## Географія
Село розташоване на березі р. Інгулець на стику трьох областей: Херсонської, Дніпропетровської (Широківський район) та Миколаївської (Казанківський район).

## Історія

### Походження назви
Назва Заградівки походить від прізвища власника земель камергера Загряжського Олександра Івановіча (1772—1813) або Настасії Заграцької (за даними Ведомости 1806 года про поселения Херсонского уезда [Архівовано 25 листопада 2018 у Wayback Machine.]) і первісно мало назву Загрядовка.

### Перші згадки і заснування
Заградівка вперше згадується в офіційних документах у 1795 році. Заснована литовськими поселенцями. У 1810 році була збудована кам'яна церква святих мучеників Адріана та Наталії. Станом на 1886 рік у містечку, центрі Заградівської волості Херсонського повіту Херсонської губернії, мешкало 1105 осіб, налічувалось 185 дворів, церква православна, церковно-приходська школа, відкрита у 1862 році, 2 лавки, працювала переправа через Інгулець, проходив ярмарок на день Трійці.

### ХХ століття
7 (20) листопада 1917 року, відповідно до Третього Універсалу Української Центральної Ради, увійшло до складу Української Народної Республіки.
В січні 1918 року в окупованому селі було встановлено радянську владу.
В 1919 розі в менонітській колонії вбито більше 200-т осіб, на думку свідків подій вбивці належали до так званих «махновців».
У 1920 році  була утворена сільська рада. У 1925 році в селі створено перші товариства спільного обробітку землі (ТСОЗ).
12 червня 2020 року, відповідно до Розпорядження Кабінету Міністрів України від № 726-р «Про визначення адміністративних центрів та затвердження територій територіальних громад Херсонської області», увійшло до складу Кочубеївської сільської громади.
19 липня 2020 року, в результаті адміністративно-територіальної реформи та ліквідації   Високопільського району.увійшло до складу Бериславського району.

## Населення
Згідно з переписом УРСР 1989 року чисельність наявного населення села становила 895 осіб, з яких 404 чоловіки та 491 жінка.
За переписом населення України 2001 року в селі мешкало 717 осіб.

### Мова
Розподіл населення за рідною мовою за даними перепису 2001 року:
| Мова            | Кількість | Відсоток |
| --------------- | --------- | -------- |
| українська      | 694       | 96.79%   |
| російська       | 20        | 2.79%    |
| білоруська      | 1         | 0.14%    |
| інші/не вказали | 2         | 0.28%    |
| Усього          | 717       | 100%     |

## Соціальна сфера
У селі функціонує Заградівський НВК «ЗОШ І-ІІ ступенів-дитячий садок».

## Туризм
Основним туристичним об'єктом є р. Інгулець. По ній прокладаються туристичні маршрути. Відбуваються масові заходи на туристичних байдарках.

## Історичні пам'ятки

### Пам'ятники
Братська могила. Пам'ятник воїна на весь зріст, біля ніг — скорботна жінка, яка схилилась. Надгробок трапецієподібної форми, з зіркою на верхівці, висота — 6,5 м, ширина — 3,5 м, граніт. Пам'ятник встановлено 1961 р.

## Відомі мешканці
У Заградівці народились:
- Должок Олег Олександрович — солдат Збройних сил України, учасник російсько-української війни. Призер Ігор Нескорених-2023.
- Костюк Юрій Григорович (1910—2005) — український письменник, сценарист. Заслужений діяч мистецтв України.